# Howie B

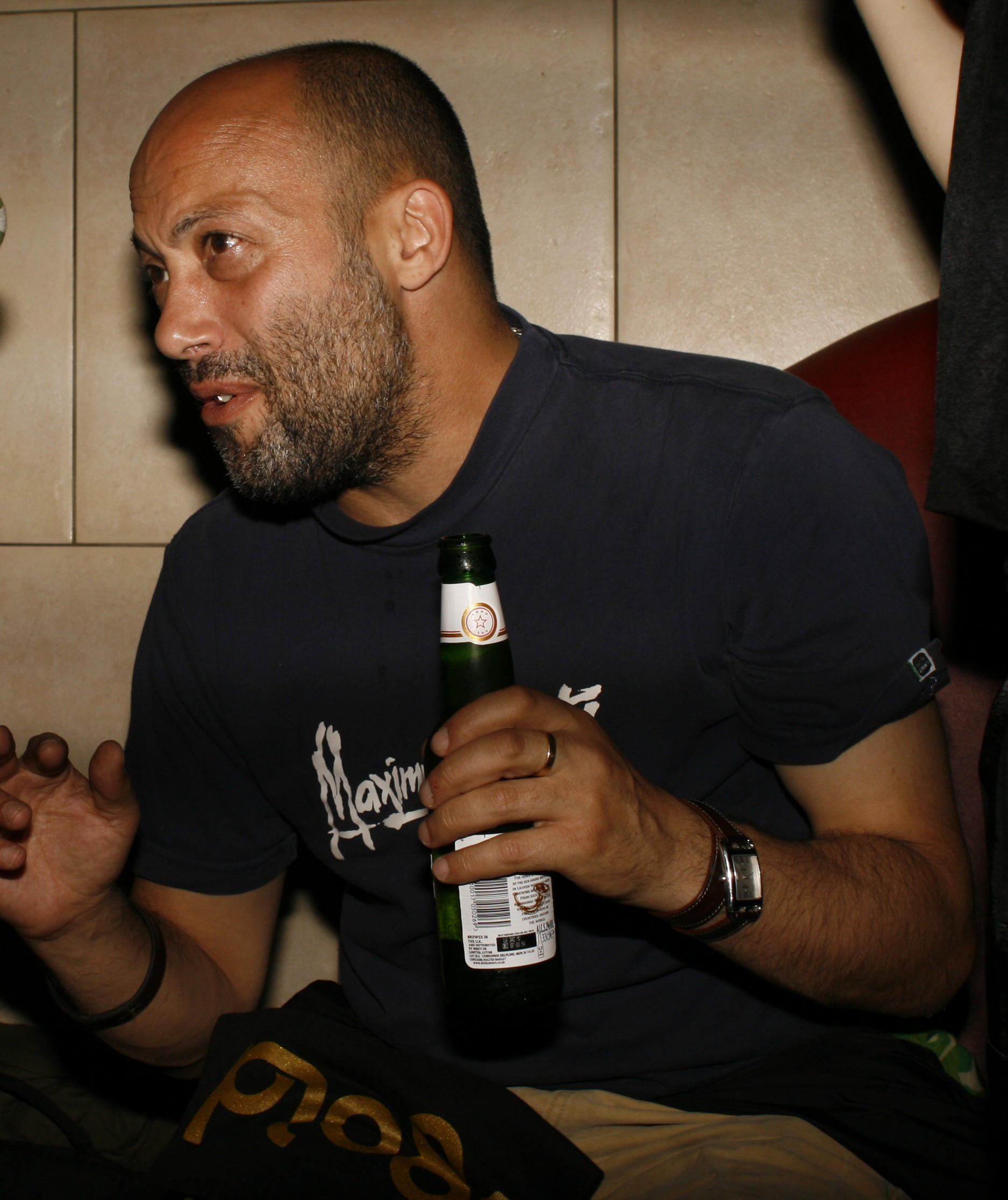
Howie B

Howard Bernstein (ur. 2 marca 1963 w Glasgow) – muzyk triphopowy i producent muzyczny znany jako Howie B, współpracujący m.in. z Björk, U2 i Trickym.

## Dyskografia
- Music for Babies (1996)
- Turn the Dark Off (1997)
- Snatch (1999)
- Sly and Robbie drum & bass Strip to the Bone by Howie B (1999)
- Folk (2001)
- Another Late Night: Howie B (DJ mix, 2001)
- Fabric Live 05 (DJ mix, 2002)
- Last Bingo in Paris (2004)
- Music for Astronauts and Cosmonauts (2007)
- Howie B vs Casino Royale: Not in the Face - Reale Dub Version (2008)
- Good Morning Scalene (2010)